# Sierra de la Azoreira
La sierra de la Azoreira es una sierra situada entre el concello de La Mezquita y la provincia de Zamora. Está formado por materiales graníticos. Sus ríos desembocan en la cuenca del río Duero .
El pico más alto es el Pico Azoreira, con 1.394 metros sobre el nivel del mar.